# Lena Petermann
Lena Petermann (Cuxhaven, 5 febbraio 1994) è una calciatrice tedesca, attaccante del Werder Brema.

## Carriera

### Nazionale
Selezionata per vestire la maglia della Nazionale maggiore all'edizione 2015 del Campionato mondiale femminile di calcio in Canada, realizza la sua prima rete e la sua prima doppietta nella partita giocata il 15 giugno alla Thailandia.

## Palmarès

### Nazionale
- Campionato mondiale femminile under 20 di calcio: 1

2014